# Frank Zappa
Frank Vincent Zappa (21 tháng 12 năm 1940 - 4 tháng 12 năm 1993) là một nhạc công, nhạc sĩ, ca sĩ, nhà sản xuất âm nhạc, kỹ thuật viên thu âm và đạo diễn phim người Mỹ. Sự nghiệp âm nhạc kéo dài tới hơn 30 năm của Zappa bao gồm nhiều sáng tác cho rock, jazz, giao hưởng cũng như musique concrète. Ông cũng đạo diễn vài bộ phim và các video ca nhạc, tự tay thiết kế phần bìa cho album của mình. Tính cả thời kỳ solo và thời gian cùng với ban nhạc của mình, The Mothers of Invention, Zappa có trong sự nghiệp lẫy lừng của mình gần 60 album các loại. Khi còn thiếu niên, Zappa đã sớm được tiếp xúc với những nhạc sĩ kiệt xuất đương thời như Edgard Varèse, Igor Stravinsky, hay Anton Webern, cùng với đó là làn sóng R&B của những năm 50. Sau đó, Zappa bắt đầu viết nhạc ngay khi còn ở trung học, cùng lúc chơi trống trong một ban nhạc R&B, rồi nhanh chóng sau đó chuyển sang chơi guitar.
Zappa là một tài năng kiệt xuất với cây đàn guitar và nghệ thuật trình diễn, song chính những sáng tác đa dạng của mình khiến cho việc xác định phong cách âm nhạc của ông đôi lúc lại là một điều rất khó khăn. Album đầu tay của ông với The Mother of Invention, Freak Out!, là một biểu tượng của rock 'n' roll với nhiều kỹ thuật và ảnh hưởng phòng thu. Các album sau đó của ông lại mang nhiều ảnh hưởng của phong cách đa chiều và experimental, lẫn lộn giữa jazz, rock và cả nhạc cổ điển. Phần ca từ ông viết – hầu hết đều mang tính châm biếm – đề cập nhiều về tính biểu tượng trong việc thiết lập xã hội và chuyển biến chính trị, cấu trúc xã hội và cả biểu tình. Ông đặc biệt chỉ trích việc giáo dục đại trà và cấu trúc hóa tôn giáo, cùng với đó ủng hộ mạnh mẽ việc tự do ngôn luận, tự học, tự do tham gia chính trị và cả việc bãi bỏ công tác kiểm duyệt.
Zappa cũng là một nhà sản xuất tài năng và một nghệ sĩ xuất chúng với nhiều sự tôn vinh từ người hâm mộ. Ông cũng có vài thành công thương mại, đặc biệt ở châu Âu nơi coi ông là một nghệ sĩ hàng đầu trong vai trò nhạc sĩ độc lập. Ảnh hưởng của ông tới các nhạc sĩ và nhạc công khác là vô cùng lớn. Ông có tên trong Đại sảnh Danh vọng Rock and Roll vào năm 1995, được trao giải Grammy Thành tựu trọn đời vào năm 1997. Zappa từng lập gia đình với Kathryn J. "Kay" Sherman từ năm 1960 tới 1964, sau đó ông cưới Adelaide Gail Sloatman năm 1967 – người ở bên ông cho tới khi ông qua đời vì ung thư tuyến tiền liệt vào năm 1993. Họ có bốn người con: Moon, Dweezil, Ahmet và Diva.